# Чаквинджи (крепость)
Чаквинджи (груз. ჭაქვინჯის ციხე) — средневековая крепость в Грузии. Находится в Зугдидском муниципалитете края Самегрело-Верхняя Сванетия, в селе Джихашкари на высокой скале у реки Чанисцкали. В 2017 году крепость была включена в список недвижимых культурных памятников национального значения Грузии.

## История
Документальных источников о постройке крепости и её дальнейшей истории достаточно мало. Известный грузинский историк и географ XVIII века Вахушти Багратиони называл территорию крепости летним дворцом Мегрелии. 26 января 1813 года в этой крепости родился последний князь Мегрелии Давид Дадиани.
Крепость в этом месте, предположительно, была построена из-за того, что тут пересекались две важные дороги. Крепость включает цитадель и нижний двор. Цитадель находится на вершине горы и в плане имеет форму удлинённого овала. Четыре крепостные башни были построены в разное время и несколько раз ремонтировались. Вход в цитадель — в центре северной стены. Вблизи этого входа — подземный ход, ведущий в башню нижнего двора, которым, вероятно, пользовались во время осады. Территория нижнего двора достаточно большая, от его ограды остались лишь фрагменты. Башня на северной окраине нижнего двора (ныне руинированная), предположительно служила дозорным пунктом крепости. В территорию нижнего двора был также включён родник на западном склоне.
В нижних рядах стен и башен — тёсаные блоки, датированные по характеру кладки IV—V веками. Более мелкие блоки выше можно отнести к IX—XI векам. Последний слой из булыжника и бутового камня можно датировать XVI—XVIII веками. Этот слой - единственный, где устроены бойницы для огнестрельного оружия.
Согласно археологическим раскопкам, проведённым в крепости, в Чаквинджи была церковь, палаты и другие сооружения. Палаты, облицованные хорошо тёсанным камнем, были прямоугольной формы и имели два этажа. Своды палат опирались на пилоны. Церковь была небольших размеров, она датирована второй половиной XIII века.
В 2017 году местные СМИ сообщили, что крепость была серьезно повреждена и вот-вот рухнет. Несмотря на то, что она является памятником общегосударственного значения, до октября 2017 года никаких восстановительных работ не проводилось.